# Eleutherodactylus portoricensis
El coquí de la montaña (Eleutherodactylus portoricensis) es una especie de rana nativa de Puerto Rico perteneciente a la familia Eleutherodactylidae.